# Equitazione ai XV Giochi del Mediterraneo
Le competizioni di equitazione ai XV Giochi del Mediterraneo si sono svolte organizzate in due gare per un totale di sei medaglie da assegnare.
Per questo sport sono state organizzate le seguenti prove:
- Individuale salto ad ostacoli
- A squadre salto ad ostacoli

## Risultati
| Evento         | Oro                                                                        | Argento                                                                | Bronzo                                                                                      |
| Salto ostacoli |                                                                            |                                                                        |                                                                                             |
| Individuale    | Roberto Arioldi                                                            | Thierry Rozier                                                         | Karym El Zoghby                                                                             |
| A squadre      | Italia Filippo Moyersoen Natale Chiaudani Roberto Arioldi Giovanni Magaton | Francia Patrice Delaveau Olivier Guillon Thierry Rozier Simon Delestre | Spagna Juan Riva Franco Alvaro Munoz Escasi Ricardo Jurado Narvaez Miguel Honrubia Alvarino |

## Medagliere
| Posizione | Paese   |   |   |   | Totale |
| --------- | ------- | - | - | - | ------ |
| 1         | Italia  | 2 | 0 | 0 | 2      |
| 2         | Francia | 0 | 2 | 0 | 2      |
| 3         | Egitto  | 0 | 0 | 1 | 1      |
| 4         | Spagna  | 0 | 0 | 1 | 1      |
| Totale    | Totale  | 2 | 2 | 2 | 6      |